# Plus haut que moi
Pour les articles homonymes, voir Plus haut.
Singles de France Gall
Cinq minutes d'amour
(1972) La Déclaration d'amour
(1974)
Plus haut que moi est une chanson adaptée en français par Yves Dessca et Jean-Michel Rivat de la bossa nova Maria vai com ass outras originalement écrite par Vinícius de Moraes et composée par Toquinho. Elle est interprétée par France Gall en 1973.

## Fiche technique
- Titre : Plus haut que moi

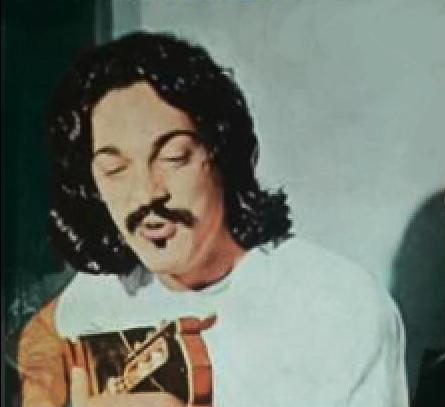
Le compositeur Toquinho en 1973.

- Paroles : Yves Dessca et Jean-Michel Rivat
- Musique : Toquinho
- Interprète d’origine : France Gall, en face B du 45 tours S Pathé-Marconi C006-12480
- Orchestre, direction : Roland Vincent
- Durée : 3 min 20 s
- Production : Jean-Michel Rivat
- Année de production : 1973 / Parution en juin 1973
- Enregistrement : studios Pathé-Marconi de Boulogne-Billancourt (Hauts-de-Seine)
- Éditions : Bertrand de Labbey
- Pochette : photo recto de Gary Granville

## Thèmes et contexte
C'est le dernier 45 tours de France Gall paru en 1973 sous le label Pathé-Marconi avant sa rencontre avec Michel Berger à qui elle demande son avis concernant les deux chansons qu'elle a enregistrées pour son prochain 45 tours Pathé-Marconi. L'avis de Michel Berger étant défavorable, France Gall stoppe la sortie de ce disque. Michel Berger l'invite par la suite à contribuer à son prochain album Chansons pour une fan (1974) pour faire la voix de « l'amour qui arrive » dans la chanson Mon fils rira du rock'n'roll. Toujours en 1974, il produit pour France Gall le 45 tours S La Déclaration d'amour/Si l'on pouvait vraiment parler édité par le label Atlantic.

Rétrospectivement, France Gall ressent la chanson Plus haut que moi comme une prophétie devant la mener « toujours plus haut », car la chanson Plus haut, œuvre de Michel Berger figurant sur l'album Paris, France (1980) ponctue une suite de concerts des années 1980 jusqu'aux derniers enregistrements 1996-1997 de France Gall. Le point culminant de cette suite est le mini-film Plus oh ! réalisé en 1996 par Jean-Luc Godard et qui traduit en images l'onirisme des chansons 1973 et 1980 : « Si je lui dis oui, il m'emmène avec lui là-haut, plus haut que le vol des oiseaux. »